# 薄核藤

薄核藤（学名：Natsiatum herpeticum），为茶茱萸科薄核藤属下的一个种。